# Vereja
Vereja (rusky Верея́) je město v Moskevské oblasti v Ruské federaci. Při sčítání lidu v roce 2010 mělo přes pět tisíc obyvatel.

## Poloha a doprava
Vereja leží na pravém, západním břehu Protvy, levého přítoku Oky v povodí Volhy. Od Moskvy, hlavního města státu i správního střediska oblasti, je vzdálena přibližně 110 kilometrů jihozápadně. Bližší větší města jsou Možajsk dvacet kilometrů severozápadně a Naro-Fominsk přibližně čtyřicet kilometrů východně.
U Možajsku je také nejbližší nájezd na dálnici M1 z Moskvy do Smolensku a je tam také nádraží na železniční trati vedoucí ve stejné trase. Zhruba patnáct kilometrů východně od Vereji prochází Velký moskevský okruh.

## Dějiny
První zmínka o Vereji je z roku 1371 v souvislosti s neúspěšným litevským tažením na Moskvu, při které byla Vereja těžce poničena. Vereje, která se dostala od roku 1382 pod nadvládu Moskvy, pak byla napadána i při dalších nájezdech. V roce byla poškozena nájezdem Tatarů a počátkem 17. století ji poničil útok  polsko-litevské unie.
Utrpěla i při Napoleonově ruském tažení v roce 1812, kdy přes ni ustupovala francouzská armáda po bitvě u Malojaroslavce a při ústupu ji zničila.
Od počátku 19. století začal význam Vereji oproti jiným městům upadat a to především proto, že nebyla napojena na železniční síť, takže se stala jen lokálně významným střediskem v zemědělské krajině.
V průběhu bitvy před Moskvou ji krátce dobyla skupina armád Střed, ale Rudá armáda ji dobyla zpět již 19. ledna 1942.